# Gingérol
Le gingérol ou [6]-gingérol est un composé phénolique de la famille des vanilloïdes au goût piquant (pseudo-chaleur).

## Origine
L’oléorésine de gingembre est la première source de [6]-gingérol, elle en contient 15 %.
On trouve aussi du [6]-gingérol dans la graine de maniguette (« Graine du paradis »).

## Propriétés
Chimiquement, le [6]-gingérol est proche de la capsaïcine, le composant piquant des piments.

### Goût
Sur l'échelle de Scoville, le gingérol est moins piquant (60 000 SHU) que la capsaïcine.
| Composés     | Échelle de Scoville (unité SHU) |
| ------------ | ------------------------------- |
| Capsaïcine   | 16 000 000[4]                   |
| [6]-Shogaol  | 160 000[5],[6]                  |
| Pipérine     | 100 000[5],[6]                  |
| [6]-Gingérol | 60 000[5],[6]                   |
Le [6]-gingérol est le composé qui donne l'impression de feu du gingembre frais. Cependant sa concentration est plus faible dans le gingembre séché, au contraire celle des shogaols augmente. La concentration de [6]-gingerol diminue au cours du temps lors du stockage de pâte de gingembre.

### Stabilité
Le gingérol est un composé instable qui se dégrade au cours du temps en zingerone (lorsque soumis à la chaleur) ou en shogaols lors de la déshydratation du rhizome,. Le zingérone est moins piquant alors que les shogaols sont deux fois plus que le [6]-gingérol.

## Activité biologique
Le [6]-gingérol pourrait réduire les nausées dues au transport ou liées à la grossesse et aussi réduire les migraines.
Il pourrait être responsable des propriétés anticancéreuses du gingembre,.